# Aubigny (Allier)
Aubigny – miejscowość i gmina we Francji, w regionie Owernia-Rodan-Alpy, w departamencie Allier.

## Demografia
Według danych na rok 1990 gminę zamieszkiwało 101 osób, a gęstość zaludnienia wynosiła 6 osób/km². W styczniu 2015 r. Aubigny zamieszkiwało 200 osób, przy gęstości zaludnienia wynoszącej 11,9 osób/km².